# Alexandre Benmakhlouf
Alexandre Benmakhlouf, né à Oran (Algérie française) le 9 septembre 1939, est un magistrat français. 

## Formation
Fils d'avocat, Alexandre Benmakhlouf est diplômé de l'Institut d'études politiques de Paris, diplômé d'études supérieures de droit privé.

## Parcours
- 1967-1970 : substitut à Meaux (Seine-et-Marne) en 1970
- 1970-1974 : substitut à Versailles (Yvelines)
- 1972-1984 : magistrat détaché à la Chancellerie
- 1984-1986 : vice-président du tribunal de Nanterre (Hauts-de-Seine)
- 1984-1986 : secrétaire général adjoint de l'Association professionnelle des magistrats (APM)
- 1986-1988 : membre du cabinet du Premier Ministre Jacques Chirac durant la première cohabitation
- 1990-1991 : conseiller juridique du maire de Paris Jacques Chirac
- 1991-1993 : président de chambre à la cour d'appel de Versailles (Yvelines)
- 1993-1995 : directeur des Affaires civiles et du sceau
- 1995-1996 : directeur de cabinet du garde des Sceaux Jacques Toubon
- 1996-2000 : Procureur général près la cour d'appel de Paris
- 2001-2004 : premier avocat général en surnombre à la Cour de cassation
- 2004-2007 : premier avocat général en surnombre à la Cour de cassation, maintenu en activité[2].

Il fut membre de l'Association professionnelle des magistrats.